# انفرادي (لوست)
«الإنفرادي» أو «المنعزل» بالإنجليزية (Solitary). هي الحلقة التاسعة من الموسم الأول من لوست، وهو مسلسل درامي تلفزيوني أمريكي حول الناجين من حادث تحطم طائرة تقطعت بهم السبل على جزيرة استوائية. الحلقة من إخراج جريج يايتانيس وكتبها ديفيد فيوري. تم بثها لأول مرة في 17 نوفمبر 2004، على شركة الإذاعة الأمريكية (ABC). تم القبض على سعيد جراح (نافين أندروز) من قبل شخصية فرنسية غامضة، تم الكشف عنها لاحقًا على أنها دانييل روسو (ميرا فورلان)، وهي امرأة علقت في الجزيرة قبل ستة عشر عامًا من تحطم طائرة أوشيانيك الرحلة 815 وكانت وحيدة طوال الرحلة تقريبًا. في مخيم الجزيرة، أنشأ هوغو "هيرلي" رييس (خورخي غارسيا) ملعبًا للجولف في محاولة منه للتخفيف من توتر الناجين وقلقهم. في الفلاشباك، يلتقي سعيد بصديقة الطفولة، لكن عليه استجوابها والتحقيق معها.
تميزت حلقة «الإنفرادي» بإدخال الميثولوجيا في لوست، كما حلت اللغز الأول في السلسلة: أصل البث الذي تم سماعه في الجزء الثاني من الحلقة التجريبية. كما قدمت دانييل روسو، التي ستكون في إجمالي 22 حلقة في كامل العرض. جذب البث الأولي للحلقة في الولايات المتحدة 17.64 مليون مشاهد. وقد لقيت استقبالًا إيجابيًا بشكل عام من قبل النقاد.

## القصة

### الفلاشباك
سعيد يعذب سجيناً شيعياً يشتبه في قصف مقر «حزب البعث». عندما يخطو إلى الخارج، يرى سجينًا جديدًا يتعرف عليها. ثم يأمر بتعذيبها حتى تجيب على أسئلته. يكتشف سعيد أن المرأة هي ناديا (أندريا غابرييل) صديقة الطفولة. تكشف أنها تعرضت للتعذيب من قبل، ولن يقنعها سعيد بالحديث. عمر (نافيد نقهبان)، صديق سعيد والضابط الأعلى، يأمره بإعدام ناديا. قام سعيد بتقييد ناديا ووضع غطاء على رأسها. عندما يكون هو وناديا بمفردهما يحررها ويخبرها كيف تهرب. يجدهم عمر لكن سعيد يطلق النار عليه. تعتقد نادية أن على سعيد أن يهرب معها الآن، لكنه بدلاً من ذلك يطلق النار على ساقه ويطلب منها المغادرة مع وصول التعزيزات، مما يجعل الأمر يبدو كما لو أن ناديا أطلقت النار على سعيد والضابط الآخر للفرار.

### على الجزيرة
في اليوم الثاني عشر - 3 أكتوبر 2004 - وجد سعيد كبلًا غريبًا ينفد من المحيط إلى الغابة. أثناء اللحاق به، يقع في فخ. يتم تعليق سعيد رأسًا على عقب ممسكًا بحبل، ويقرأ الشهادتان.. قطعت الحبل امرأة فرنسية غامضة (ميرا فورلان) وربطته بسرير في قبو. تسأل أين أليكس، لكن عندما يقول سعيد إنه لا يعرف من هو أليكس، تستخدم البطاريات والكابل لصدمه. يخبر سعيد جلادته عن تحطم الطائرة والإرسال الفرنسي الذي سمعه الناجون عندما تحطمت لأول مرة في الجزيرة. ثم عرّفت الجلادة نفسها على أنها دانييل روسو، المرأة التي أرسلت الإرسال. دانييل تعثر على صورة لامرأة من بين ممتلكات سعيد، ويحدد سعيد الموضوع على أنها ناديا.
في اليوم التالي، تعرض العديد من الناجين في معسكر الجزيرة للتوتر، بما في ذلك سوليفان (سكوت بولين)، الذي تم تشخيص إصابته بالشرى من قبل جاك شيبارد (ماثيو فوكس). جون لوك (تيري أوكوين) ورفيقه الجديد في الصيد، إيثان روم (ويليام مابوثر)، أعطيا بعض الأمتعة التي تم العثور عليها حديثًا إلى هيرلي؛ ينظر من خلاله ويجد مضارب الجولف في صباح اليوم التالي، بنى هيرلي ملعبًا للجولف لتحسين الروح المعنوية بين الناجين. قرر جاك وتشارلي ومايكل الانضمام إليه، وفي النهاية وصل حوالي عشرين شخصًا للمشاركة، بما في ذلك كيت وسوير.
روسو تسأل سعيد عن ناديا ويقول إنها ماتت بسببه. روسو تعرض على سعيد صندوق موسيقى مكسور قدم لها كهدية، ويخبرها أنه يستطيع إصلاحه. كشفت روسو أنها كانت جزءًا من فريق علمي، وغرقوا في الجزيرة بعد حوالي ثلاثة أيام من مغادرتهم تاهيتي. تعرّف "الآخرين" على أنهم حاملون للمرض الذي أصيب به رفاقها، وتقول إن الآخرين يهمسون في الغابة، رغم أنها لم ترهم من قبل. سعيد لا يصدقها، لكنه يواصل إصلاح صندوق الموسيقى. بعد الانتهاء من الإصلاح، طلب منها السماح له بالرحيل، مما أسعد روسو كثيرًا. يسمع الثنائي هديرًا في الخارج، وتلاحقه روسو، تاركة سعيد وحده.
يهرب سعيد من مخبأ روسو أثناء ذهابها، ويأخذ بندقية وخرائط وملاحظات كتبها عن الجزيرة. تجده روسو ويتجادلان؛ حاول إطلاق النار من البندقية، لكن لم يتم خروج رصاصة. تقول روسو إنها أزالت القادح، وأن روبرت، حبيبها السابق، ارتكب نفس الخطأ قبل أن تقتله. تكشف أنها هي التي قتلت فريقها بهدف منع المرض من الوصول إلى العالم الخارجي. طلب سعيد من روسو السماح له بالرحيل، ولكن قبل المغادرة يسأل عن أليكس. تقول روسو أن أليكس كانت طفلتها. أثناء محاولته العودة إلى المخيم، يسمع سعيد الهمس الذي تحدثت عنه روسو.

## الإنتاج

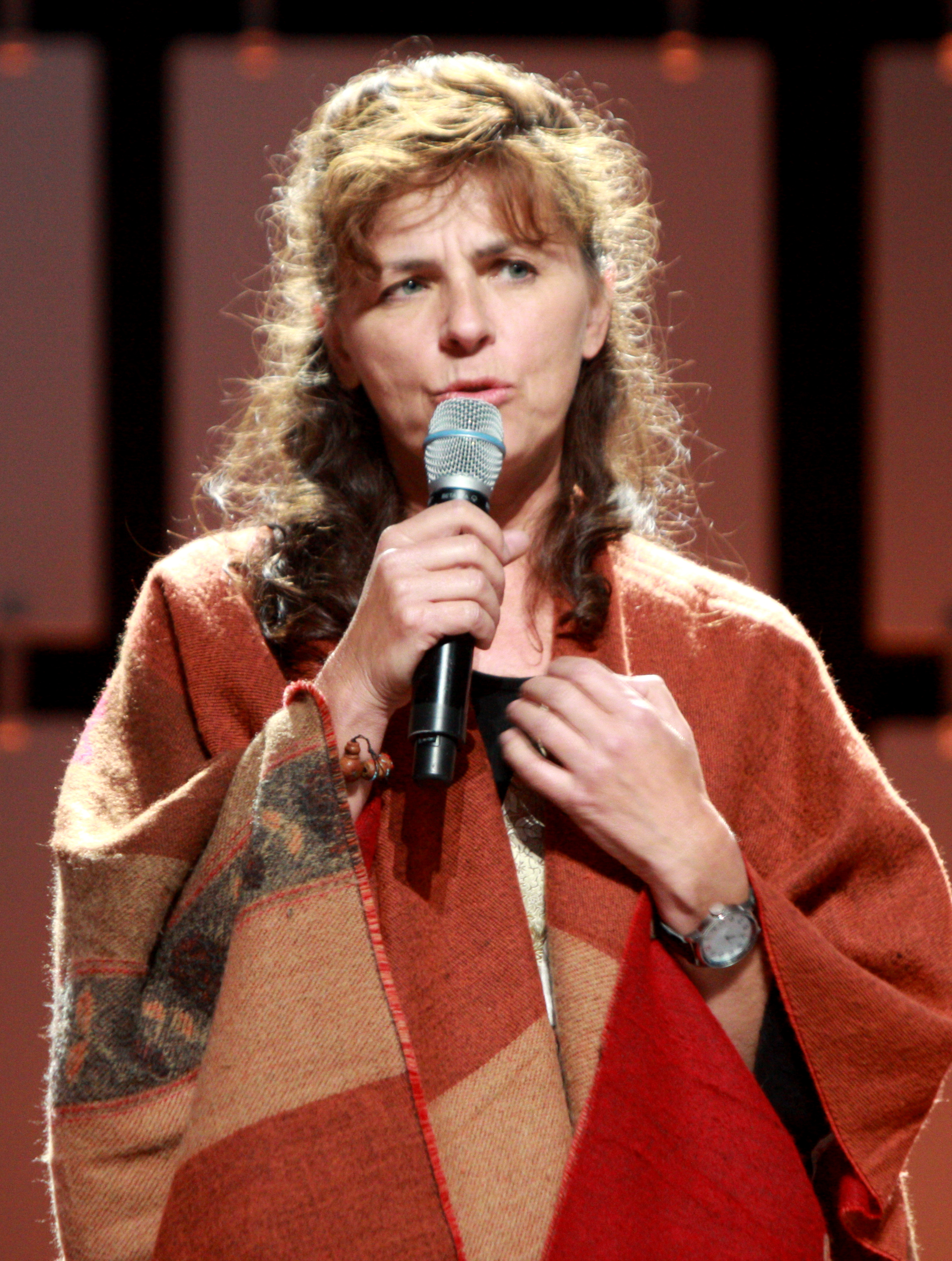
"الإنفرادي" تميزت بظهور ميرا فورلان في دور دانييل روسو.

الحلقة كتبها ديفيد فيوري وأخرجها جريج يايتانيس.  وفقًا لمؤلف المسلسل المشارك دامون ليندلوف، بدأت مناقشة كل من «الإنفرادي» والحلقة التالية، «رعاه شخص آخر»، في سبتمبر 2004، عندما ظهر لوست على التلفزيون لأول مرة. تأخر فريق الإنتاج عن موعده، لذلك عمل فيوري على «الإنفرادي» بينما ذهب آخرون إلى غرفة منفصلة لمناقشة «رعاه شخص آخر»، مع المؤلف المشارك كارلتون كيس «الارتداد بين الكونين». على الرغم من أن رموز الإنتاج تذهب بشكل عام بترتيب تصاعدي، فإن «الإنفرادي» لها رمز إنتاج 107، بينما «رعاه شخص آخر» لها رمز إنتاج 106. كان هذا لأنه، على الرغم من مواعيد البث، تمت كتابة «رعاه شخص آخر» قبل «الإنفرادي». تم تعديل الحلقات ليعود سعيد في نهاية «رعاه شخص آخر». كانت حلقات «الإنفرادي» و «رعاه شخص آخر» أول من قام بتوجيه المسلسل في اتجاه «غريب وميثولوجي»، وفقًا لما ذكره ليندلوف. في «الإنفرادي»، حل المسلسل لغزه الأول من خلال الكشف عن أصل الصوت الفرنسي الذي سمع سابقًا. حدث هذا على الرغم من أن الشبكة شجعت المنتجين على الانتظار حتى النهاية لعرض روسو.
كانت الحلقة الأولى التي ظهرت فيها الفلاشباك لشخصية سعيد، وهي شخصية عربية. عرف المنتجون أنه كان عليهم أن يتعاملوا بحذر مع الشخصية بسبب التعصب المحتمل ضد العرب. قال الممثل نافين أندروز، «كنا جميعًا متوترين جدًا، بمعنى أننا جميعًا شعرنا بأننا مدينون بالتزام حقيقي، ليس فقط للعراقيين ولكن للعالم العربي بأسره حول كيفية لعب هذه الشخصية».  في مسودة أولية من «الإنفرادي»، قالت روسو لسعيد إنها وفريقها البحثي كانوا يدرسون الزمن. عندما شاهدت ABC هذه المسودة، طلبوا من المنتجين إزالة هذا النص، موضحين أنهم لا يريدون أن يدخل العرض بالخيال العلمي خلال الموسم الأول. تم إنشاء شخصية سوليفان، التي عالج جاك مشاكلها الطبية، لجعل بقية الناجين يعتقدون أن فريق روسو قد مات بسبب مرض. جاءت فكرة ملعب هيرلي للجولف من منسق النصوص برنت فليتشر. كان يعتمد على ملعب جولف مصغر أنشأه في مكاتب البرنامج التلفزيوني آنجل .

## ما بعد البث
تم بث «الإنفرادي» لأول مرة في الولايات المتحدة في 17 نوفمبر 2004.  يقدر بنحو 17.64 مليون مشاهد أمريكي الحلقة على قناة ABC،  بانخفاض عن 18.44 مليون مشاهد في الحلقة السابقة «رجل ثقة». في مراجعة للحلقة، علق كريس كارابوت من IGN على أن روسو بدت أكثر هشاشة من الناحية العاطفية مما أصبحت عليه في المواسم اللاحقة، وكان مثل «المدفع الفضفاض». وجدت كارابوت أنه مع تقدم المسلسل وتضاءل الغموض حول الشخصية، لم تتمكن روسو من تحقيق نفس التأثير الذي أحدثته في ظهورها الأول.  أشاد مايلز ماكنوت من نادي AV بأداء ميرا فورلان، وكتب، «[روسو] مؤرخ غير موثوق بها للجزيرة بأفضل طريقة. كانت روسو في هذه الجزيرة لأكثر من ستة عشر عاما، وهذا يظهر في ملجأ القبو التي تسكن فيه، ولها مظهر أشعث، وبسبب حقيقة أنها تعذب سعيد للحصول على معلومات حتى قبل أن تسأله سؤال سريع عن هويته».
في ترتيب كل حلقات لوست (باستثناء الحلقة الأخيرة) لصحيفة لوس أنجلوس تايمز، صنفت إيميلي فانديرويرف «الإنفرادي» بالمرتبة 45 كأفضل حلقات المسلسل، ووصفتها بأنها مستخف فيها. في قائمة مماثلة، صنف طاقم IGN الحلقة على أنها الأفضل رقم 51 لـ لوست، ولاحظوا أنه «على الرغم من ماضي [سعيد] المظلم، كان من الصعب ألا تحب الشخصية أكثر بعد هذه الحلقة.»  صنفت MTV الحلقة في المرتبة 32 من أفضل المسلسلات. قال ريان ماكجي، الذي كتب لـ Zap2it في عام 2008، إنه استمتع بشكل خاص بالحلقة واعتبرها واحدة من أفضل عشر حلقات مفضلة تم بثها حتى تلك اللحظة. وأوضح ماكجي أن حلقة «الإنفرادي» تحتوي على «الكثير من اللقاءات المغلقة بين شخصين، تدور أحداثها في مواجهة قصة رائعة تدفئ القلب».